# Pixi Post i els genis del Nadal
Pixi Post i els genis del Nadal (en basc Pixi Post eta opari-emaileak) és una pel·lícula d'animació espanyola dirigida per Gorka Sesma amb guió d'Edorta Barruetabeña. Ha estat doblada al català.

## Sinopsi
Pixi Post és una noia elf amb grans dificultats per a relacionar-se amb el seu entorn, especialment, amb els membres de la comunitat d'elfs que s'encarrega de cuidar el Fòrum secret dels Genis. Quan el Fòrum és atacat pel malvat Monopolish, un antic geni de Nadal que aspira a convertir-se en l'Únic Geni de Nadal, Pixi Post és escollida gairebé per accident, per ser la Defensora dels Genis. Els genis, més preocupats amb fer realitat les il·lusions dels nens, que amb defensar-se de Monopolish i volent evitar costi el que costi causar mal a ningú, no doten a Pixi Post de cap superpoder. Una coleta mòbil serà l'únic poder que els genis li atorgaran abans de ser enviada al món dels humans.

## Crítiques
| «                                   | El millor: La seva idea, que és molt original, i el seu missatge a favor de la diversitat. El pitjor: La seva animació i el seu guió, que es torna una miqueta predictible. | » |
| — Miguel Ángel Pizarro, Ecartelera. | |   |

| «                                 | "El seu propòsit és clar: ensenyar als més petits la importància de la diversitat cultural. I el seu assoliment, fer-ho amb astúcia i de manera amena. (...) Puntuació: ★★★ (sobre 5)" | » |
| — Paula Arantzazu Ruiz: Cinemanía | |   |

## Nominacions i premis
Fou nominada a la millor pel·lícula d'animació a les Medalles del Cercle d'Escriptors Cinematogràfics de 2016. Va guanyar el premi de l'audiència a l'Anima Mundi